# Alken (Alemanha)
Alken é um município da Alemanha, localizado no distrito de Mayen-Koblenz, estado de Renânia-Palatinado.
É membro da Verbandsgemeinde de Untermosel.